# Ingo Rentschler
Ingo Rentschler (* 10. März 1940) ist ein deutscher Neurowissenschaftler.
Rentschler studierte an der Ludwig-Maximilians-Universität München Physik und an der Universität Frankfurt Medizin und habilitierte sich in beiden Fächern. Bis 2005 war er Professor am Institut für medizinische Psychologie in München, das er zeitweise leitete. Sein Arbeitsgebiet ist neben der visuellen Wahrnehmung auch die Ästhetik.

## Werke
- Das Bild als Schein der Wirklichkeit. Optische Täuschungen in Wissenschaft und Kunst (mit H. Schober) Augustus Verlag, München 1990, ISBN 978-3926187444
- Bilder im Kopf. Texte zum Imaginativen Lernen (mit Peter Fauser und Eva Madelung) Kallmeyer Verlag 2003, ISBN 978-3780049292